# All England 1986
Die All England 1986 im Badminton fanden vom 12. bis zum 16. März 1986 in London statt. Sie waren die 76. Auflage dieser Veranstaltung. Am 10. und 11. März fand eine Qualifikation für das Hauptturnier im Watford Leisure Centre statt. Das Preisgeld betrug 40.000 US-Dollar.

## Austragungsort
- Wembley Arena

## Finalresultate
| Disziplin    | Sieger                          | Finalist                      | Ergebnis         |
| ------------ | ------------------------------- | ----------------------------- | ---------------- |
| Herreneinzel | Morten Frost                    | Misbun Sidek                  | 15:2, 15:8       |
| Dameneinzel  | Kim Yun-ja                      | Qian Ping                     | 11:6, 12:11      |
| Herrendoppel | Park Joo-bong Kim Moon-soo      | Jalani Sidek Razif Sidek      | 15:2, 15:11      |
| Damendoppel  | Chung Myung-hee Hwang Hye-young | Kim Yun-ja Yoo Sang-hee       | 15:5, 6:15, 15:8 |
| Mixed        | Park Joo-bong Chung Myung-hee   | Lee Deuk-choon Chung So-young | 15:5, 15:5       |

## Herreneinzel

### Setzliste
1. Morten Frost
2. Sze Yu (verletzt zurückgezogen)
3. Ib Frederiksen
4. Prakash Padukone
5. Torben Carlsen (Runde 1)
6. Misbun Sidek
7. Michael Kjeldsen (Runde 1)
8. Steve Baddeley

### 1. Runde
- Morten Frost –  Lex Coene: 15-7 / 15-5
- Glen Milton –  Shokichi Miyamori: 15-10 / 15-5
- Edi Ismanto –  Mike Butler: 8-15 / 15-12 / 15-8
- Klaus Fischer –  Graeme Robson: 15-10 / 12-15 / 15-2
- Steve Baddeley –  Terry Flynn: 15-2 / 15-3
- Morten Svarrer –  Jens Peter Nierhoff: w.o.
- Ardy Wiranata –  Foo Kok Keong: 15-9 / 9-15 / 15-1
- Park Sung-bae –  Bent Svenningsen: 15-12 / 15-10
- Prakash Padukone –  Henrik Geisler Jensen: 15-4 / 15-2
- Darren Hall –  Jesper Knudsen: 15-11 / 15-3
- Hiroshi Nishiyama –  Jon Holst-Christensen: 15-9 / 15-2
- Choi Byung-hak –  Joko Mardianto: 15-2 / 15-11
- Poul-Erik Høyer Larsen –  Torben Carlsen: 15-7 / 17-16
- Alan Budikusuma –  Jacob Thygesen: 15-13 / 15-11
- Li Mao –  Ong Beng Teong: 15-11 / 11-15 / 15-5
- Kim Brodersen –  Miles Johnson: 10-15 / 15-9 / 15-12
- Chris Dobson –  Shon Jin-hwan: 15-13 / 17-14
- Hermawan Susanto –  Kerrin Harrison: 15-7 / 15-7
- Claus Thomsen –  Fung Permadi: 15-12 / 13-15 / 15-6
- Misbun Sidek –  Anders Nielsen: 15-3 / 15-6
- Nick Yates –  Syed Modi: 15-10 / 15-2
- Pierre Pelupessy –  Dan Travers: 15-10 / 15-5
- Matthew A. Smith –  Rashid Sidek: 15-7 / 7-15 / 15-10
- Ib Frederiksen –  Tetsuaki Inoue: 15-7 / 15-6
- Shinji Matsuura –  Henrik Svarrer: 9-15 / 15-10 / 17-15
- Richard Mainaky –  John Goss: 13-15 / 15-10 / 15-12
- Steve Butler –  Vimal Kumar: 15-10 / 15-11
- Sung Han-kuk –  Michael Kjeldsen: 6-15 / 15-7 / 17-14
- Andy Chong –  Tariq Farooq: 15-6 / 15-6
- Chris Rees –  Uwe Scherpen: 11-15 / 15-3 / 15-3
- Nils Skeby –  Jan Paulsen: 15-9 / 15-11
- Claus Overbeck –  Mark Elliott: 15-6 / 13-18 / 15-1

### Sektion 1
|  | 2. Runde | 2. Runde               | 2. Runde | 2. Runde | 2. Runde |  |  | Achtelfinale | Achtelfinale           | Achtelfinale | Achtelfinale | Achtelfinale |  |  | Viertelfinale    | Viertelfinale | Viertelfinale | Viertelfinale | Viertelfinale |  |  | Halbfinale | Halbfinale | Halbfinale | Halbfinale | Halbfinale |
|  |          |                        |          |          |          |  |  |              |                        |              |              |              |  |  |                  |               |               |               |               |  |  |            |            |            |            |            |
|  |          | Morten Frost           | 15       | 15       |          |  |  |              |                        |              |              |              |  |  |                  |               |               |               |               |  |  |            |            |            |            |            |
|  |          | Glen Milton            | 10       | 11       |          |  |  |              | Morten Frost           | 15           | 15           |              |  |  |                  |               |               |               |               |  |  |            |            |            |            |            |
|  |          | Edi Ismanto            | 15       | 18       |          |  |  |              | Edi Ismanto            | 5            | 8            |              |  |  |                  |               |               |               |               |  |  |            |            |            |            |            |
|  |          | Klaus Fischer          | 11       | 15       |          |  |  |              |                        |              |              |              |  |  | Morten Frost     | 15            | 15            |               |               |  |  |            |            |            |            |            |
|  |          | Steve Baddeley         | 15       | 15       |          |  |  |              |                        |              |              |              |  |  | Steve Baddeley   | 6             | 9             |               |               |  |  |            |            |            |            |            |
|  |          | Morten Svarrer         | 2        | 7        |          |  |  |              | Steve Baddeley         | 11           | 15           | 10           |  |  |                  |               |               |               |               |  |  |            |            |            |            |            |
|  |          | Ardy Wiranata          | 15       | 15       |          |  |  |              | Ardy Wiranata          | 15           | 15           |              |  |  |                  |               |               |               |               |  |  |            |            |            |            |            |
|  |          | Park Sung-bae          | 5        | 9        |          |  |  |              |                        |              |              |              |  |  | Morten Frost     | 15            | 15            |               |               |  |  |            |            |            |            |            |
|  |          | Prakash Padukone       | 15       | 15       |          |  |  |              |                        |              |              |              |  |  | Prakash Padukone | 3             | 2             |               |               |  |  |            |            |            |            |            |
|  |          | Darren Hall            | 8        | 9        |          |  |  |              | Prakash Padukone       | 15           | 15           |              |  |  |                  |               |               |               |               |  |  |            |            |            |            |            |
|  |          | Choi Byung-hak         | 15       | 15       |          |  |  |              | Choi Byung-hak         | 3            | 6            |              |  |  |                  |               |               |               |               |  |  |            |            |            |            |            |
|  |          | Hiroshi Nishiyama      | 13       | 5        |          |  |  |              |                        |              |              |              |  |  | Prakash Padukone | 15            | 15            |               |               |  |  |            |            |            |            |            |
|  |          | Li Mao                 | 15       | 15       |          |  |  |              |                        |              |              |              |  |  | Li Mao           | 2             | 5             |               |               |  |  |            |            |            |            |            |
|  |          | Kim Brodersen          | 7        | 9        |          |  |  |              | Li Mao                 | 15           | 15           |              |  |  |                  |               |               |               |               |  |  |            |            |            |            |            |
|  |          | Poul-Erik Høyer Larsen | 8        | 18       | 15       |  |  |              | Poul-Erik Høyer Larsen | 8            | 9            |              |  |  |                  |               |               |               |               |  |  |            |            |            |            |            |
|  |          | Alan Budikusuma        | 15       | 17       | 13       |  |  |              |                        |              |              |              |  |  |                  |               |               |               |               |  |  |            |            |            |            |            |

### Sektion 2
|  | 2. Runde | 2. Runde         | 2. Runde | 2. Runde | 2. Runde |  |  | Achtelfinale | Achtelfinale     | Achtelfinale | Achtelfinale | Achtelfinale |  |  | Viertelfinale  | Viertelfinale | Viertelfinale | Viertelfinale | Viertelfinale |  |  | Halbfinale | Halbfinale | Halbfinale | Halbfinale | Halbfinale |
|  |          |                  |          |          |          |  |  |              |                  |              |              |              |  |  |                |               |               |               |               |  |  |            |            |            |            |            |
|  |          | Misbun Sidek     | 15       | 15       |          |  |  |              |                  |              |              |              |  |  |                |               |               |               |               |  |  |            |            |            |            |            |
|  |          | Claus Thomsen    | 8        | 5        |          |  |  |              | Misbun Sidek     | 15           | 15           |              |  |  |                |               |               |               |               |  |  |            |            |            |            |            |
|  |          | Hermawan Susanto | 15       | 15       |          |  |  |              | Hermawan Susanto | 12           | 7            |              |  |  |                |               |               |               |               |  |  |            |            |            |            |            |
|  |          | Chris Dobson     | 12       | 11       |          |  |  |              |                  |              |              |              |  |  | Misbun Sidek   | 15            | 15            | 15            |               |  |  |            |            |            |            |            |
|  |          | Ib Frederiksen   | 15       | 15       |          |  |  |              |                  |              |              |              |  |  | Ib Frederiksen | 18            | 7             | 6             |               |  |  |            |            |            |            |            |
|  |          | Matthew Smith    | 6        | 4        |          |  |  |              | Ib Frederiksen   | 12           | 15           | 15           |  |  |                |               |               |               |               |  |  |            |            |            |            |            |
|  |          | Nick Yates       | 15       | 15       |          |  |  |              | Nick Yates       | 15           | 5            | 8            |  |  |                |               |               |               |               |  |  |            |            |            |            |            |
|  |          | Pierre Pelupessy | 8        | 0        |          |  |  |              |                  |              |              |              |  |  | Misbun Sidek   | 18            | 15            |               |               |  |  |            |            |            |            |            |
|  |          | Sung Han-kuk     | 15       | 15       |          |  |  |              |                  |              |              |              |  |  | Sung Han-kuk   | 16            | 4             |               |               |  |  |            |            |            |            |            |
|  |          | Steve Butler     | 7        | 13       |          |  |  |              | Sung Han-kuk     | 15           | 15           |              |  |  |                |               |               |               |               |  |  |            |            |            |            |            |
|  |          | Shinji Matsuura  | 6        | 12       | 15       |  |  |              | Shinji Matsuura  | 12           | 2            |              |  |  |                |               |               |               |               |  |  |            |            |            |            |            |
|  |          | Richard Mainaky  | 15       | 5        | 10       |  |  |              |                  |              |              |              |  |  | Sung Han-kuk   | 15            | 15            |               |               |  |  |            |            |            |            |            |
|  |          | Chong Weng Kai   | 15       | 10       | 15       |  |  |              |                  |              |              |              |  |  | Chong Weng Kai | 8             | 3             |               |               |  |  |            |            |            |            |            |
|  |          | Chris Rees       | 11       | 15       | 12       |  |  |              | Chong Weng Kai   | 10           | 15           | 15           |  |  |                |               |               |               |               |  |  |            |            |            |            |            |
|  |          | Nils Skeby       | 17       | 18       |          |  |  |              | Nils Skeby       | 15           | 0            | 5            |  |  |                |               |               |               |               |  |  |            |            |            |            |            |
|  |          | Claus Overbeck   | 16       | 15       |          |  |  |              |                  |              |              |              |  |  |                |               |               |               |               |  |  |            |            |            |            |            |

## Dameneinzel

### Setzliste
1. Kirsten Larsen
2. Qian Ping
3. Helen Troke
4. Kim Yun-ja
5. Shang Fumei
6. Gu Jiaming
7. Christine Magnusson
8. Sumiko Kitada

### 1. Runde
- Alison Fisher –  Sandra Skillings: 0-11 / 11-4 / 11-0
- Linda Cloutier –  Kazue Hoshi: 11-9 / 11-3
- Rikke von Sørensen –  Kirsten Schmieder: 11-6 / 11-8
- Karen Beckman –  Helle Andersen: 11-2 / 11-8
- Fiona Elliott –  Lotte Olsen: 11-4 / 14-2
- Madhumita Bisht –  Pernille Nedergaard: 11-4 / 11-8
- Lisbet Stuer-Lauridsen –  Caroline Gay: w.o.
- Lee Myung-hee –  Harumi Kohhara: 11-4 / 7-11 / 11-8
- Erica van den Heuvel –  Dorthe Lynge: 11-1 / 11-1
- Yoo Sang-hee –  Kazuko Takamine: 11-5 / 11-8
- Kimiko Jinnai –  Julie McDonald: 11-4 / 12-9
- Christina Bostofte –  Joanne Muggeridge: 11-2 / 11-0
- Hwang Hye-young –  Eline Coene: 6-11 / 11-5 / 11-6
- Hisako Takamine –  Claire Palmer: 11-3 / 11-2
- Claire Backhouse –  Micko Hirayama: 11-3 / 11-4
- Chung So-young –  Charlotte Hattens: 11-6 / 11-1

### Sektion 1
|  | 2. Runde | 2. Runde               | 2. Runde | 2. Runde | 2. Runde |  |  | Achtelfinale | Achtelfinale           | Achtelfinale | Achtelfinale | Achtelfinale |  |  | Viertelfinale  | Viertelfinale | Viertelfinale | Viertelfinale | Viertelfinale |  |  | Halbfinale | Halbfinale | Halbfinale | Halbfinale | Halbfinale |
|  |          |                        |          |          |          |  |  |              |                        |              |              |              |  |  |                |               |               |               |               |  |  |            |            |            |            |            |
|  |          | Kim Yun-ja             | 11       | 11       |          |  |  |              |                        |              |              |              |  |  |                |               |               |               |               |  |  |            |            |            |            |            |
|  |          | Maria Bengtsson        | 5        | 6        |          |  |  |              | Kim Yun-ja             |              |              |              |  |  |                |               |               |               |               |  |  |            |            |            |            |            |
|  |          | Fiona Elliott          | 11       | 11       |          |  |  |              | Fiona Elliott          |              |              |              |  |  |                |               |               |               |               |  |  |            |            |            |            |            |
|  |          | Madhumita Bisht        | 0        | 5        |          |  |  |              |                        |              |              |              |  |  | Kim Yun-ja     | 11            | 11            |               |               |  |  |            |            |            |            |            |
|  |          | Shang Fumei            | 11       | 11       |          |  |  |              |                        |              |              |              |  |  | Shang Fumei    | 7             | 5             |               |               |  |  |            |            |            |            |            |
|  |          | Denyse Julien          | 2        | 3        |          |  |  |              | Shang Fumei            | 13           | 11           |              |  |  |                |               |               |               |               |  |  |            |            |            |            |            |
|  |          | Lisbet Stuer-Lauridsen |          |          |          |  |  |              | Lisbet Stuer-Lauridsen | 10           | 3            |              |  |  |                |               |               |               |               |  |  |            |            |            |            |            |
|  |          | Harumi Kohara          |          |          |          |  |  |              |                        |              |              |              |  |  | Kim Yun-ja     | 11            | 12            |               |               |  |  |            |            |            |            |            |
|  |          | Sumiko Kitada          | 11       | 11       |          |  |  |              |                        |              |              |              |  |  | Sumiko Kitada  | 4             | 10            |               |               |  |  |            |            |            |            |            |
|  |          | Suneeta Khare          | 2        | 8        |          |  |  |              | Sumiko Kitada          | 11           | 11           |              |  |  |                |               |               |               |               |  |  |            |            |            |            |            |
|  |          | Rikke von Sørensen     | 11       | 11       |          |  |  |              | Rikke von Sørensen     | 1            | 4            |              |  |  |                |               |               |               |               |  |  |            |            |            |            |            |
|  |          | Karen Beckman          | 3        | 2        |          |  |  |              |                        |              |              |              |  |  | Sumiko Kitada  | 11            | 11            |               |               |  |  |            |            |            |            |            |
|  |          | Kirsten Larsen         | 11       | 12       |          |  |  |              |                        |              |              |              |  |  | Kirsten Larsen | 7             | 5             |               |               |  |  |            |            |            |            |            |
|  |          | Astrid van der Knaap   | 8        | 10       |          |  |  |              | Kirsten Larsen         | 11           | 11           |              |  |  |                |               |               |               |               |  |  |            |            |            |            |            |
|  |          | Alison Fisher          | 11       | 11       |          |  |  |              | Alison Fisher          | 1            | 3            |              |  |  |                |               |               |               |               |  |  |            |            |            |            |            |
|  |          | Linda Cloutier         | 7        | 6        |          |  |  |              |                        |              |              |              |  |  |                |               |               |               |               |  |  |            |            |            |            |            |

### Sektion 2
|  | 2. Runde | 2. Runde            | 2. Runde | 2. Runde | 2. Runde |  |  | Achtelfinale | Achtelfinale        | Achtelfinale | Achtelfinale | Achtelfinale |  |  | Viertelfinale       | Viertelfinale | Viertelfinale | Viertelfinale | Viertelfinale |  |  | Halbfinale | Halbfinale | Halbfinale | Halbfinale | Halbfinale |
|  |          |                     |          |          |          |  |  |              |                     |              |              |              |  |  |                     |               |               |               |               |  |  |            |            |            |            |            |
|  |          | Qian Ping           | 11       | 11       |          |  |  |              |                     |              |              |              |  |  |                     |               |               |               |               |  |  |            |            |            |            |            |
|  |          | Gillian Gowers      | 4        | 0        |          |  |  |              | Qian Ping           | 11           | 6            | 11           |  |  |                     |               |               |               |               |  |  |            |            |            |            |            |
|  |          | Chung So-young      | 11       | 8        | 12       |  |  |              | Chung So-young      | 4            | 11           | 4            |  |  |                     |               |               |               |               |  |  |            |            |            |            |            |
|  |          | Claire Backhouse    | 2        | 11       | 11       |  |  |              |                     |              |              |              |  |  | Qian Ping           | 11            | 11            |               |               |  |  |            |            |            |            |            |
|  |          | Christine Magnusson | 11       | 11       |          |  |  |              |                     |              |              |              |  |  | Christine Magnusson | 5             | 4             |               |               |  |  |            |            |            |            |            |
|  |          | Gillian Clark       | 4        | 7        |          |  |  |              | Christine Magnusson | 2            | 12           | 11           |  |  |                     |               |               |               |               |  |  |            |            |            |            |            |
|  |          | Hwang Hye-young     | 11       | 11       |          |  |  |              | Hwang Hye-young     | 11           | 10           | 7            |  |  |                     |               |               |               |               |  |  |            |            |            |            |            |
|  |          | Hisako Takamine     | 1        | 2        |          |  |  |              |                     |              |              |              |  |  | Qian Ping           | 11            | 11            |               |               |  |  |            |            |            |            |            |
|  |          | Gu Jiaming          | 11       | 11       |          |  |  |              |                     |              |              |              |  |  | Gu Jiaming          | 4             | 7             |               |               |  |  |            |            |            |            |            |
|  |          | Sara Halsall        | 5        | 1        |          |  |  |              | Gu Jiaming          |              |              |              |  |  |                     |               |               |               |               |  |  |            |            |            |            |            |
|  |          | Yoo Sang-hee        | 11       | 11       |          |  |  |              | Yoo Sang-hee        |              |              |              |  |  |                     |               |               |               |               |  |  |            |            |            |            |            |
|  |          | Erica van Dijk      | 5        | 2        |          |  |  |              |                     |              |              |              |  |  | Gu Jiaming          | 11            | 11            |               |               |  |  |            |            |            |            |            |
|  |          | Helen Troke         | 11       | 11       |          |  |  |              |                     |              |              |              |  |  | Helen Troke         | 7             | 7             |               |               |  |  |            |            |            |            |            |
|  |          | Claire Allison      | 10       | 1        |          |  |  |              | Helen Troke         | 11           | 11           |              |  |  |                     |               |               |               |               |  |  |            |            |            |            |            |
|  |          | Kimiko Jinnai       | 12       | 11       |          |  |  |              | Kimiko Jinnai       | 3            | 6            |              |  |  |                     |               |               |               |               |  |  |            |            |            |            |            |
|  |          | Christina Bostofte  | 9        | 6        |          |  |  |              |                     |              |              |              |  |  |                     |               |               |               |               |  |  |            |            |            |            |            |

## Herrendoppel

### 1. Runde
- Jan Paulsen /  Lars Pedersen –  Duncan Bridge /  Ray Rofe: 15-7 / 15-11
- Aryono Miranat /  Amin –  Kim Brodersen /  Kim Levin: 15-6 / 18-16
- Henrik Svarrer /  Claus Thomsen –  Martyn Armstrong /  Michael Parker: 15-11 / 15-6
- Ong Beng Teong /  Rashid Sidek –  Michael Brown /  Richard Outterside: w.o.
- He Yiming /  Zhang Xinguang –  Miles Johnson /  Andy Salvidge: 15-8 / 15-5
- Park Sung-bae /  Shon Jin-hwan –  Andrew Spencer /  Philip Sutton: 15-4 / 15-6
- Mike Butler /  Ken Poole –  King Wong /  Kim Heng Yong: 15-10 / 8-15 / 16-17
- Jan Hammergaard Hansen /  Torben Carlsen –  Martyn Hindle /  Norman Wheatley: 16-17 / 15-12 / 15-12
- Jesper Knudsen /  Morten Knudsen –  Pierre Pelupessy /  Bas von Barnau Sijthoff: 14-18 / 15-12 / 15-11
- Joko /  Uwin –  Max Gandrup /  Johnny Borlum: 2-15 / 15-7 / 15-10
- Chris Dobson /  Mike Tredgett –  Ian Johnston /  Steve Johnston: 15-7 / 15-3
- Chris Rees /  Lyndon Williams –  Geoff Dixon /  Paul Harrison: 15-11 / 2-15 / 15-12
- Billy Gilliland /  Dan Travers –  Ib Frederiksen /  Jens Peter Nierhoff: w.o.
- Steve Baddeley /  Nick Yates –  Kenny Middlemiss /  David Shaylor: 15-12 / 17-14
- Bambang Suprianto /  Hafid Yusuf –  Poul-Erik Høyer Larsen /  Morten Svarrer: 17-14 / 10-15 / 15-9
- Peter Buch /  Nils Skeby –  Matthew A. Smith /  Dave Wright: 15-9 / 18-15

### 2. Runde
- Kim Moon-soo /  Park Joo-bong –  Tetsuaki Inoue /  Shokichi Miyamori: 15-0 / 15-8
- Aryono Miranat /  Amin –  Jan Paulsen /  Lars Pedersen: 15-7 / 15-7
- Stefan Karlsson /  Thomas Kihlström –  Graeme Robson /  Uwe Scherpen: 18-13 / 15-1
- Ong Beng Teong /  Rashid Sidek –  Henrik Svarrer /  Claus Thomsen: 15-18 / 15-11 / 15-10
- Mark Christiansen /  Michael Kjeldsen –  Uday Pawar /  Vikram Singh: 18-15 / 15-6
- He Yiming /  Zhang Xinguang –  Park Sung-bae /  Shon Jin-hwan: 15-7 / 6-15 / 15-11
- Martin Dew /  Dipak Tailor –  Bo Sørensen /  Bent Svenningsen: 15-3 / 15-4
- Jan Hammergaard Hansen /  Torben Carlsen –  King Wong /  Kim Heng Yong: 15-7 / 12-15 / 15-10
- Joko /  Uwin –  Jesper Knudsen /  Morten Knudsen: 15-12 / 15-9
- Andy Goode /  Nigel Tier –  Shinji Matsuura /  Hiroshi Nishiyama: 15-5 / 15-12
- Chris Dobson /  Mike Tredgett –  Chris Rees /  Lyndon Williams: 7-15 / 15-1 / 15-2
- Steen Fladberg /  Jesper Helledie –  David Spurling /  Stuart Spurling: 15-4 / 15-6
- Steve Baddeley /  Nick Yates –  Billy Gilliland /  Dan Travers: 15-10 / 15-13
- Mike deBelle /  Mike Bitten –  Kim Chung-Soo /  Lee Deuk-choon: 15-7 / 18-13
- Peter Buch /  Nils Skeby –  Bambang Suprianto /  Hafid Yusuf: 15-10 / 18-14
- Jalani Sidek /  Razif Sidek –  Mark Elliott /  Peter Smith: 15-3 / 15-8

### Achtelfinale
- Kim Moon-soo /  Park Joo-bong –  Aryono Miranat /  Amin: 15-3 / 15-5
- Stefan Karlsson /  Thomas Kihlström –  Ong Beng Teong /  Rashid Sidek: 11-15 / 15-8 / 15-5
- Mark Christiansen /  Michael Kjeldsen –  He Yiming /  Zhang Xinguang: 15-3 / 15-10
- Martin Dew /  Dipak Tailor –  Jan Hammergaard Hansen /  Torben Carlsen: 15-6 / 15-8
- Andy Goode /  Nigel Tier –  Joko /  Uwin: 15-12 / 15-7
- Steen Fladberg /  Jesper Helledie –  Chris Dobson /  Mike Tredgett: 15-3 / 15-9
- Steve Baddeley /  Nick Yates –  Mike deBelle /  Mike Bitten: 17-18 / 15-9 / 12-3 ret.
- Jalani Sidek /  Razif Sidek –  Peter Buch /  Nils Skeby: 15-10 / 15-10

### Viertelfinale
- Kim Moon-soo /  Park Joo-bong –  Stefan Karlsson /  Thomas Kihlström: 15-2 / 15-2
- Martin Dew /  Dipak Tailor –  Mark Christiansen /  Michael Kjeldsen: 15-10 / 15-12
- Steen Fladberg /  Jesper Helledie –  Andy Goode /  Nigel Tier: 16-18 / 15-6 / 15-4
- Jalani Sidek /  Razif Sidek –  Steve Baddeley /  Nick Yates: 15-7 / 15-2

### Halbfinale
- Kim Moon-soo /  Park Joo-bong –  Martin Dew /  Dipak Tailor: 15-8 / 15-3
- Jalani Sidek /  Razif Sidek –  Steen Fladberg /  Jesper Helledie: 15-9 / 7-15 / 15-12

### Finale
- Kim Moon-soo /  Park Joo-bong –  Jalani Sidek /  Razif Sidek: 15-2 / 15-11

## Damendoppel

### 1. Runde
- Kim Yun-ja /  Yoo Sang-hee –  Charlotte Hattens /  Rikke von Sørensen: 15-8 / 15-4
- Alison Fisher /  Cheryl Johnson –  Sandra Skillings /  Claire Backhouse: 15-12 / 3-15 / 15-12
- Maria Bengtsson /  Christine Magnusson –  Charlotte Bornemann /  Lene Højbjerg: 15-6 / 15-6
- Karen Beckman /  Sara Sankey –  Kazue Hoshi /  Kazuko Takamine: 15-4 / 15-6
- Dorte Kjær /  Nettie Nielsen –  Fiona Elliott /  Barbara Sutton: 15-5 / 15-0
- Heidi Bender /  Kirsten Schmieder –  Pamela Hamilton /  Wendy Poulton: 5-15 / 15-8 / 15-10
- Nora Perry /  Helen Troke –  Lisa Chapman /  June Shipman: 15-11 / 15-7
- Felicity Gallup /  Joanne Muggeridge –  Linda Cloutier /  Mieko Hirayama: 15-12 / 15-5
- Johanne Falardeau /  Denyse Julien –  Nancy Little /  Claire Allison: 15-2 / 15-7
- Cheryl Cooke /  Wendy Massam –  Eline Coene /  Erica van den Heuvel: 18-13 / 15-12
- Hanne Adsbøl /  Lotte Olsen –  Gillian Gilks /  Paula Kilvington: 14-18 / 15-10 / 15-1
- Chung Myung-hee /  Hwang Hye-young –  Sumiko Kitada /  Harumi Kohhara: 15-5 / 15-5
- Gu Jiaming /  Shang Fumei –  Grete Mogensen /  Gitte Paulsen: 15-12 / 15-11
- Gillian Clark /  Gillian Gowers –  Rhonda Cator /  Julie McDonald: 15-10 / 15-9
- Annette Bernth /  Marian Christiansen –  Jane Webster /  Jillian Wallwork: 15-12 / 15-6
- Chung So-young /  Kang Haeng-suk –  Kimiko Jinnai /  Hisako Takamine: 5-15 / 15-6 / 18-13

### Achtelfinale
- Kim Yun-ja /  Yoo Sang-hee –  Alison Fisher /  Cheryl Johnson: 15-3 / 15-6
- Karen Beckman /  Sara Sankey –  Maria Bengtsson /  Christine Magnusson: 15-10 / 15-8
- Dorte Kjær /  Nettie Nielsen –  Heidi Bender /  Kirsten Schmieder: 15-6 / 15-4
- Nora Perry /  Helen Troke –  Felicity Gallup /  Joanne Muggeridge: 15-9 / 15-3
- Johanne Falardeau /  Denyse Julien –  Cheryl Cooke /  Wendy Massam: 15-6 / 17-18 / 15-9
- Chung Myung-hee /  Hwang Hye-young –  Hanne Adsbøl /  Lotte Olsen: 15-2 / 15-7
- Gillian Clark /  Gillian Gowers –  Gu Jiaming /  Shang Fumei: 15-2 / 15-7
- Chung So-young /  Kang Haeng-suk –  Annette Bernth /  Marian Christiansen: 15-7 / 15-0

### Viertelfinale
- Kim Yun-ja /  Yoo Sang-hee –  Karen Beckman /  Sara Sankey: 18-14 / 15-0
- Dorte Kjær /  Nettie Nielsen –  Nora Perry /  Helen Troke: 15-12 / 18-17
- Chung Myung-hee /  Hwang Hye-young –  Johanne Falardeau /  Denyse Julien: 15-7 / 15-6
- Chung So-young /  Kang Haeng-suk –  Gillian Clark /  Gillian Gowers: 15-12 / 15-4

### Halbfinale
- Kim Yun-ja /  Yoo Sang-hee –  Dorte Kjær /  Nettie Nielsen: 15-5 / 15-1
- Chung Myung-hee /  Hwang Hye-young –  Chung So-young /  Kang Haeng-suk: 15-12 / 13-18 / 17-14

### Finale
- Chung Myung-hee /  Hwang Hye-young –  Kim Yun-ja /  Yoo Sang-hee: 15-5 / 6-15 / 15-8

## Mixed

### 1. Runde
- Michael Brown /  Jillian Wallwork –  Peter Smith /  Julie Munday: 15-5 / 15-8
- Kenneth Larsen /  Grete Mogensen –  Stuart Spurling /  Claire Palmer: 15-10 / 15-5
- Jamie Marks /  Linda Cloutier –  David Shaylor /  Alison Fulton: 6-5 ret.
- Ray Rofe /  Karen Beckman –  Bas von Barnau Sijthoff /  Erica van den Heuvel: 16-18 / 15-11 / 15-9
- Dipak Tailor /  Gillian Clark –  Ken Poole /  Chantal Jobin: 15-6 / 15-5
- David Spurling /  Alison Fisher –  Graeme Robson /  Julie McDonald: 15-5 / 17-15
- Chris Dobson /  Christine Heatly –  Paul Scott /  Betty Blair: 15-6 / 15-6
- Mark Elliott /  Fiona Elliott –  Kim Brodersen /  Lene Højbjerg: 15-7 / 18-13
- Kim Chung-son /  Kang Haeng-suk –  Li Mao /  Qian Ping: 15-17 / 15-11 / 15-12
- Dan Travers /  Barbara Sutton –  Duncan Bridge /  Sara Sankey: 15-5 / 15-4
- Mike Tredgett /  Helen Troke –  Ian Johnston /  Sandra Stapleton: 9-15 / 15-2 / 15-12
- Mike Butler /  Claire Backhouse –  Mark Christiansen /  Marian Christiansen: 15-1 / 15-10
- Jon Holst-Christensen /  Charlotte Madsen –  Steve Johnston /  Nancy Little: 15-13 / 15-2
- Mervin Gibbs /  Jill Benson –  Uwe Scherpen /  Kirsten Schmieder: 10-15 / 17-14 / 15-2
- Morten Knudsen /  Annette Bernth –  Peter Buch /  Hanne Adsbøl: 15-9 / 15-12
- Norman Wheatley /  Caroline Gay –  Jacob Thygesen /  Ulla-Britt Frost: 18-13 / 15-11

### 2. Runde
- Billy Gilliland /  Nora Perry –  Philip Sutton /  Jane Webster: 15-0 / 15-1
- Kenneth Larsen /  Grete Mogensen –  Michael Brown /  Jillian Wallwork: 17-18 / 18-17 / 15-7
- Martin Dew /  Gillian Gilks –  Jan Hammergaard Hansen /  Nettie Nielsen: 16-17 / 15-5 / 15-6
- Ray Rofe /  Karen Beckman –  Jamie Marks /  Linda Cloutier: 7-15 / 15-10 / 15-6
- Thomas Kihlström /  Christine Magnusson –  Nils Skeby /  Dorte Kjær: 15-10 / 17-18 / 15-10
- Dipak Tailor /  Gillian Clark –  David Spurling /  Alison Fisher: 18-16 / 15-10
- Lee Deuk-choon /  Chung So-young –  Jesper Knudsen /  Lotte Olsen: 15-7 / 7-15 / 15-2
- Mark Elliott /  Fiona Elliott –  Chris Dobson /  Christine Heatly: 15-1 / 15-13
- Kim Chung-son /  Kang Haeng-suk –  Dan Travers /  Barbara Sutton: 15-8 / 15-5
- Steen Fladberg /  Gitte Paulsen –  Richard Outterside /  Cheryl Johnson: 7-15 / 15-10 / 15-9
- Mike Butler /  Claire Backhouse –  Mike Tredgett /  Helen Troke: 15-7 / 15-4
- Stefan Karlsson /  Maria Bengtsson –  Andy Goode /  June Shipman: 15-4 / 15-12
- Mervin Gibbs /  Jill Benson –  Jon Holst-Christensen /  Charlotte Madsen: 15-12 / 15-12
- Park Joo-bong /  Chung Myung-hee –  Miles Johnson /  Lisa Chapman: 15-6 / 15-4
- Morten Knudsen /  Annette Bernth –  Norman Wheatley /  Caroline Gay: 15-10 / 15-5
- Nigel Tier /  Gillian Gowers –  Max Gandrup /  Denyse Julien: 15-5 / 15-10

### Achtelfinale
- Billy Gilliland /  Nora Perry –  Kenneth Larsen /  Grete Mogensen: 15-4 / 15-5
- Martin Dew /  Gillian Gilks –  Ray Rofe /  Karen Beckman: 15-3 / 15-8
- Thomas Kihlström /  Christine Magnusson –  Dipak Tailor /  Gillian Clark: 15-7 / 15-6
- Lee Deuk-choon /  Chung So-young –  Mark Elliott /  Fiona Elliott: 18-13 / 15-3
- Kim Chung-son /  Kang Haeng-suk –  Steen Fladberg /  Gitte Paulsen: w.o.
- Stefan Karlsson /  Maria Bengtsson –  Mike Butler /  Claire Backhouse: 17-15 / 15-12
- Park Joo-bong /  Chung Myung-hee –  Mervin Gibbs /  Jill Benson: 15-6 / 12-15 / 18-13
- Morten Knudsen /  Annette Bernth –  Nigel Tier /  Gillian Gowers: 15-11 / 10-15 / 15-3

### Viertelfinale
- Martin Dew /  Gillian Gilks –  Billy Gilliland /  Nora Perry: 18-13 / 11-15 / 15-11
- Lee Deuk-choon /  Chung So-young –  Thomas Kihlström /  Christine Magnusson: 15-8 / 15-13
- Stefan Karlsson /  Maria Bengtsson –  Kim Chung-son /  Kang Haeng-suk: 15-11 / 15-5
- Park Joo-bong /  Chung Myung-hee –  Morten Knudsen /  Annette Bernth: 15-3 / 15-6

### Halbfinale
- Lee Deuk-choon /  Chung So-young –  Martin Dew /  Gillian Gilks: 15-11 / 15-6
- Park Joo-bong /  Chung Myung-hee –  Stefan Karlsson /  Maria Bengtsson: 15-7 / 15-5

### Finale
- Park Joo-bong /  Chung Myung-hee –  Lee Deuk-choon /  Chung So-young: 15-5 / 15-5